# К свету
Это статья о журнале. Статья о фантастическом романе — «Метро 2033: К свету».
К свету — российский религиозный журнал, издававшийся в Твери в 1909—1916 годах. Тираж — 800 экз., подписной.
В 1910—1911 годах выходил еженедельно, в 1912—1916 годах — 2 раза в месяц. Приложения: 1911—1914 гг. — серия брошюр «Друзьям трезвости»; 1913—1915 годы — листки «Добрые уроки». Печатался в типографии Н. М. Родионова.
Редактор и издатель — священник Н. В. Лебедев (1869—1933), председатель Власьевского Казанского общества трезвости (г. Тверь). Журнал печатал проповеди, беседы, жизнеописания святых, статьи о религиозных праздниках, вреде алкоголя, церковной жизни, рассказы и стихи на нравственно-религиозные темы и о жизни деревни, репродукции с картин известных художников. Одна из основных тем — борьба с пьянством.
После начала русско-германской войны содержание журнала значительно изменяется, некогда светский религиозный журнал приобретает официально-церковный характер, как только В. Н. Лебедев получает возможность редактировать «Тверские епархиальные ведомости».